# Чемпіонат ФРН з футболу 1982—1983: Бундесліга
Сезон Бундесліги 1982–1983 був 20-им сезоном в історії Бундесліги, найвищого дивізіону футбольної першості ФРН. Він розпочався 17 серпня 1982 і завершився 6 червня 1983 року. Діючим чемпіоном країни був «Гамбург», який зумів захистити чемпіонський титул, обійшовши за кращою різницею голів бременський «Вердер».

## Формат змагання
Кожна команда грала з кожним із суперників по дві гри, одній вдома і одній у гостях. Команди отримували по два турнірні очки за кожну перемогу і по одному очку за нічию. Якщо дві або більше команд мали однакову кількість очок, розподіл місць між ними відбувався за різницею голів, а за їх рівності — за кількістю забитих голів. Команда з найбільшою кількістю очок ставала чемпіоном, а дві найгірші команди напряму вибували до Другої Бундесліги, а третя команда з кінця проводила матчі плей-оф з бронзовим призером Другої Бундесліги за право участі у Бундеслізі на наступний сезон.

## Зміна учасників у порівнянні з сезоном 1981–82
«Дармштадт 98» і «Дуйсбург» напряму вибули до Другої Бундесліги, фінішувавши на двох останніх місцях турнірної таблиці попереднього сезону. На їх місце до вищого дивізіону підвищилися «Шальке 04» і «Герта» (Берлін). У плей-оф за місце в Бундеслізі «Баєр 04» здолав за сумою двох матчів «Кікерс» (Оффенбах), зберігши таким чином за собою місце у найвищому дивізіоні.

## Команди-учасниці
| Клуб                            | Місто              | Стадіон                   | Вміщує  |
| ------------------------------- | ------------------ | ------------------------- | ------- |
| Hertha BSC Berlin               | Берлін             | Олімпіаштадіон            | 100,000 |
| «Армінія» (Білефельд)           | Білефельд          | Білефельд Альм            | 35,000  |
| «Бохум»                         | Бохум              | Воновія Рурштадіон        | 40,000  |
| «Айнтрахт» (Брауншвейг)         | Брауншвейг         | Гамбургер Штрассе Штадіон | 38,000  |
| «Вердер»                        | Бремен             | Везерштадіон              | 32,000  |
| «Боруссія» (Дортмунд)           | Дортмунд           | Зігналь Ідуна Парк        | 54,000  |
| «Фортуна» (Дюссельдорф)         | Дюссельдорф        | Райнштадіон               | 59,600  |
| «Айнтрахт» (Франкфурт-на-Майні) | Франкфурт-на-Майні | Вальдштадіон              | 62,000  |
| «Гамбург»                       | Гамбург            | Фолькспаркштадіон         | 80,000  |
| «Кайзерслаутерн»                | Кайзерслаутерн     | Бетценберг                | 42,000  |
| «Карлсруе»                      | Карлсруе           | Вільдпаркштадіон          | 50,000  |
| «Кельн»                         | Кельн              | Рейн Енергі Штадіон       | 61,000  |
| «Баєр 04»                       | Леверкузен         | Ульріх Габерланд Штадіон  | 20,000  |
| «Боруссія» (Менхенгладбах)      | Менхенгладбах      | Бекельбергштадіон         | 34,500  |
| «Баварія» (Мюнхен)              | Мюнхен             | Олімпіаштадіон            | 80,000  |
| «Нюрнберг»                      | Нюрнберг           | Штедтішес Штадіон         | 64,238  |
| «Шальке 04»                     | Гельзенкірхен      | Паркштадіон               | 70,000  |
| «Штутгарт»                      | Штутгарт           | Неккарштадіон             | 72,000  |

## Турнірна таблиця
| Поз | Команда                         | І  | В  | Н  | П  | ГЗ | ГП | РГ  | О  | Кваліфікація або пониження                    |
| --- | ------------------------------- | -- | -- | -- | -- | -- | -- | --- | -- | --------------------------------------------- |
| 1   | «Гамбург» (C)                   | 34 | 20 | 12 | 2  | 79 | 33 | +46 | 52 | Перший раунд Кубка чемпіонів 1983—1984        |
| 2   | «Вердер»                        | 34 | 23 | 6  | 5  | 76 | 38 | +38 | 52 | Перший раунд Кубка УЄФА 1983—1984             |
| 3   | «Штутгарт»                      | 34 | 20 | 8  | 6  | 80 | 47 | +33 | 48 | Перший раунд Кубка УЄФА 1983—1984             |
| 4   | «Баварія» (Мюнхен)              | 34 | 17 | 10 | 7  | 74 | 33 | +41 | 44 | Перший раунд Кубка УЄФА 1983—1984             |
| 5   | «Кельн»                         | 34 | 17 | 9  | 8  | 69 | 42 | +27 | 43 | Перший раунд Кубка володарів кубків 1983—1984 |
| 6   | «Кайзерслаутерн»                | 34 | 14 | 13 | 7  | 57 | 44 | +13 | 41 | Перший раунд Кубка УЄФА 1983—1984             |
| 7   | «Боруссія» (Дортмунд)           | 34 | 16 | 7  | 11 | 78 | 62 | +16 | 39 |                                               |
| 8   | «Армінія» (Білефельд)           | 34 | 12 | 7  | 15 | 46 | 71 | −25 | 31 |                                               |
| 9   | «Фортуна» (Дюссельдорф)         | 34 | 11 | 8  | 15 | 63 | 75 | −12 | 30 |                                               |
| 10  | «Айнтрахт» (Франкфурт-на-Майні) | 34 | 12 | 5  | 17 | 48 | 57 | −9  | 29 |                                               |
| 11  | «Баєр 04»                       | 34 | 10 | 9  | 15 | 43 | 66 | −23 | 29 |                                               |
| 12  | «Боруссія» (Менхенгладбах)      | 34 | 12 | 4  | 18 | 64 | 63 | +1  | 28 |                                               |
| 13  | «Бохум»                         | 34 | 8  | 12 | 14 | 43 | 49 | −6  | 28 |                                               |
| 14  | «Нюрнберг»                      | 34 | 11 | 6  | 17 | 44 | 70 | −26 | 28 |                                               |
| 15  | «Айнтрахт» (Брауншвейг)         | 34 | 8  | 11 | 15 | 42 | 65 | −23 | 27 |                                               |
| 16  | «Шальке 04» (R)                 | 34 | 8  | 6  | 20 | 48 | 68 | −20 | 22 | Плей-оф за місце у Бундеслізі                 |
| 17  | «Карлсруе» (R)                  | 34 | 7  | 7  | 20 | 39 | 86 | −47 | 21 | Пониження у класі до Другої Бундесліги        |
| 18  | «Герта» (Берлін) (R)            | 34 | 5  | 10 | 19 | 43 | 67 | −24 | 20 | Пониження у класі до Другої Бундесліги        |

1. 1 2  Оскільки «Кельн» кваліфікувався до Кубка володарів кубків, його місце у Кубку УЄФА перейшло до «Кайзерслаутерна».

## Результати
| Команда                         | ГЕР | АРМ  | БОХ | АЙБ | ВЕР | БРД | ФОР | АЙФ | ГАМ | КАЙ | КАР | КЕЛ | Б04 | БРМ | БАВ | НЮР | Ш04 | ШТТ |
| ------------------------------- | --- | ---- | --- | --- | --- | --- | --- | --- | --- | --- | --- | --- | --- | --- | --- | --- | --- | --- |
| «Герта» (Берлін)                | —   | 2–0  | 1–1 | 3–3 | 0–1 | 1–3 | 1–1 | 1–0 | 1–2 | 0–0 | 5–2 | 0–0 | 3–3 | 0–2 | 1–3 | 5–1 | 2–3 | 1–0 |
| «Армінія» (Білефельд)           | 2–1 | —    | 1–1 | 2–0 | 1–2 | 1–0 | 2–1 | 2–1 | 2–0 | 2–2 | 5–1 | 2–0 | 0–2 | 4–2 | 2–4 | 3–0 | 3–2 | 2–2 |
| «Бохум»                         | 4–0 | 1–1  | —   | 0–2 | 1–2 | 2–2 | 3–1 | 1–2 | 1–1 | 1–1 | 0–1 | 0–0 | 3–2 | 3–1 | 0–0 | 6–0 | 2–1 | 2–2 |
| «Айнтрахт» (Брауншвейг)         | 1–0 | 3–0  | 0–2 | —   | 3–1 | 0–0 | 2–1 | 1–0 | 2–4 | 1–1 | 5–1 | 2–2 | 1–3 | 0–0 | 1–1 | 2–2 | 1–1 | 1–2 |
| «Вердер»                        | 3–1 | 5–1  | 3–2 | 6–0 | —   | 4–2 | 2–2 | 3–0 | 3–2 | 3–0 | 3–0 | 1–1 | 3–1 | 2–0 | 1–0 | 3–2 | 4–0 | 3–2 |
| «Боруссія» (Дортмунд)           | 2–1 | 11–1 | 3–1 | 3–2 | 0–0 | —   | 1–2 | 4–1 | 1–3 | 4–0 | 4–3 | 2–0 | 3–3 | 4–6 | 4–4 | 4–0 | 2–0 | 1–1 |
| «Фортуна» (Дюссельдорф)         | 1–1 | 2–0  | 2–0 | 5–0 | 2–5 | 2–3 | —   | 5–1 | 0–6 | 2–1 | 4–3 | 2–6 | 4–0 | 2–1 | 3–5 | 3–1 | 3–1 | 1–1 |
| «Айнтрахт» (Франкфурт-на-Майні) | 3–1 | 2–1  | 0–1 | 0–1 | 0–1 | 3–1 | 2–2 | —   | 1–1 | 2–2 | 2–0 | 3–0 | 5–0 | 3–0 | 1–0 | 3–0 | 3–2 | 3–0 |
| «Гамбург»                       | 1–1 | 3–1  | 0–0 | 4–0 | 1–1 | 5–0 | 2–0 | 3–0 | —   | 1–1 | 4–0 | 2–1 | 3–0 | 4–3 | 1–1 | 3–0 | 6–2 | 2–0 |
| «Кайзерслаутерн»                | 2–2 | 3–0  | 1–0 | 3–2 | 2–1 | 0–2 | 3–1 | 3–0 | 2–2 | —   | 7–0 | 3–2 | 2–0 | 3–0 | 3–2 | 2–1 | 2–0 | 2–3 |
| «Карлсруе»                      | 1–1 | 1–1  | 0–0 | 3–1 | 1–2 | 2–0 | 2–1 | 1–0 | 1–2 | 1–1 | —   | 1–1 | 2–2 | 2–0 | 0–4 | 2–1 | 2–2 | 1–2 |
| «Кельн»                         | 3–2 | 1–0  | 4–1 | 3–1 | 2–1 | 2–2 | 4–0 | 2–2 | 1–1 | 3–0 | 4–1 | —   | 4–1 | 2–1 | 2–0 | 5–2 | 2–1 | 1–2 |
| «Баєр 04»                       | 2–1 | 0–1  | 1–0 | 1–0 | 1–1 | 1–2 | 3–3 | 1–1 | 0–1 | 0–0 | 3–1 | 0–0 | —   | 3–2 | 1–1 | 1–0 | 3–1 | 0–3 |
| «Боруссія» (Менхенгладбах)      | 3–1 | 3–0  | 3–1 | 3–0 | 1–2 | 2–3 | 5–0 | 3–1 | 1–1 | 4–2 | 5–0 | 1–4 | 3–1 | —   | 0–0 | 1–2 | 0–0 | 1–4 |
| «Баварія» (Мюнхен)              | 4–0 | 5–0  | 3–0 | 1–1 | 1–1 | 3–0 | 1–0 | 4–0 | 2–2 | 0–1 | 6–1 | 0–1 | 5–0 | 3–1 | —   | 1–0 | 0–1 | 4–0 |
| «Нюрнберг»                      | 4–2 | 1–1  | 1–1 | 0–0 | 2–0 | 3–2 | 3–1 | 3–0 | 2–2 | 1–1 | 3–1 | 2–1 | 0–1 | 1–0 | 2–3 | —   | 3–2 | 0–5 |
| «Шальке 04»                     | 2–0 | 5–0  | 2–0 | 3–3 | 0–2 | 1–2 | 3–3 | 3–2 | 1–2 | 0–0 | 1–0 | 1–4 | 2–0 | 2–4 | 1–2 | 0–1 | —   | 1–3 |
| «Штутгарт»                      | 4–1 | 2–2  | 5–2 | 4–0 | 4–1 | 2–1 | 1–1 | 4–1 | 1–2 | 1–1 | 4–1 | 2–1 | 5–3 | 3–2 | 1–1 | 3–0 | 2–1 | —   |

## Плей-оф за місце в Бундеслізі
«Шальке 04» і бронзовий призер Другої Бундесліги «Юрдінген 05» змагалися у двоматчевому плей-оф за місце у Бундеслізі наступного сезону. «Юрдінген» здобув перемогу з рахунком 4–2 і підвищився у класі до найвищого німецького дивізіону.
| 15 червня 1983 |

| «Баєр 05» (Юрдінген)        | 3–1             | «Шальке 04»  |
| --------------------------- | --------------- | ------------ |
| Файльцер 7', 39' Гергет 44' | Протокол (нім.) | Дрекслер 77' |

| Гротенбург, Крефельд Глядачів: 26,000 Арбітр: Арон Шмідгубер (Оттобрунн) |

| 19 червня 1983 |

| «Шальке 04»  | 1–1             | «Баєр 05» (Юрдінген) |
| ------------ | --------------- | -------------------- |
| Дрекслер 63' | Протокол (нім.) | Шугмахер 83'         |

| Паркштадіон, Гельзенкірхен Глядачів: 60,000 Арбітр: Манфред Нойнер (Ляймен) |

## Найкращі бомбардири
| Місце | Гравець               | Команда                         | Голи |
| ----- | --------------------- | ------------------------------- | ---- |
| 1     | Руді Феллер           | «Вердер»                        | 23   |
| 2     | Карл Алльгевер        | «Штутгарт»                      | 21   |
| 2     | Атлі Едвальдссон      | «Фортуна» (Дюссельдорф)         | 21   |
| 4     | Карл-Гайнц Румменігге | «Баварія» (Мюнхен)              | 20   |
| 5     | Горст Грубеш          | «Гамбург»                       | 18   |
| 6     | Манфред Бургсмюллер   | «Боруссія» (Дортмунд)           | 17   |
| 6     | Дітер Генесс          | «Баварія» (Мюнхен)              | 17   |
| 8     | Рюдигер Абрамчик      | «Боруссія» (Дортмунд)           | 16   |
| 8     | П'єр Літтбарскі       | «Кельн»                         | 16   |
| 10    | Чха Бом Ґин           | «Айнтрахт» (Франкфурт-на-Майні) | 15   |

## Склад чемпіонів
| «Гамбург» |
| --- |
| Воротар: Улі Штайн (34). Захисники: Гольгер Гіронімус (32 / 3); Манфред Кальц (31 / 8); Дітмар Якобс (31 / 5); Юрген Гро (31); Міхаель Шредер (2); Мікаель Шмідт (1). Півзахисники: Фелікс Магат (34 / 4); Бернд Вемаєр (34 / 2); Вольфганг Рольфф (32 / 4); Джиммі Гартвіг (31 / 6); Аллан Гансен (13 / 3). Нападники: Юрген Мілевскі (31 / 14); Горст Грубеш (к; 30 / 18); Ларс Баструп (25 / 5); Томас фон Гезен (20 / 6); Бориша Джорджевич (2). (кількість ігор і голів наведені у дужках) Головний тренер: Ернст Гаппель . Був у заявці, але не взяв участі у жодній грі чемпіонату: Уве Гайн; Дітер Брефорт; Ральф Бруннекер. |